# Abbigliamento tecnico
Con abbigliamento tecnico si intende quel particolare tipo di abbigliamento progettato con materiali tecnologici e soluzioni innovative per affrontare situazioni specifiche, come le condizioni atmosferiche di alta quota, o essere impiegato nello sport a livello agonistico. L'abbigliamento tecnico coincide solo parzialmente con il settore dello sportwear, che può prevedere materiali tradizionali e a bassa tecnologia, mentre comprende anche ambiti non necessariamente sportivi.
Il settore più rappresentato dall'abbigliamento tecnico è l'abbigliamento per la montagna, come l'activewear o lo skiwear. 
Alcuni tessuti impiegati nell'abbigliamento tecnico uniscono qualità quali la traspirabilità, la leggerezza, la capacità di regolazione termica, ecc. A partire dagli anni '80 si è iniziato ad includere anche tecnologia da indossare (wearable technology).